# Begleitschaden
Im Rechtswesen bezeichnet ein Begleitschaden die Schäden an anderen Rechten (beispielsweise Schuld- und Verhaltenspflichten) eines von einem Hauptschaden Betroffenen. Wurde der Begleitschaden durch eine Schlechtleistung verursacht, spricht man auch von einem Mangelfolgeschaden.
Als Randschaden, Begleitschaden oder Kollateralschaden (von englisch collateral damage, aus lateinisch collateralis „seitlich, benachbart“) wird im Feuerwehr- und Rettungswesen jener Schaden bezeichnet, der durch die Rettungsmaßnahme erst verursacht wurde, aber zur Erreichung des Ziels unabdingbar war, beispielsweise ein Wasserschaden beim Löschen eines Brandes, ein Flurschaden bei der Zufahrt zu einem Einsatzort, ein durch eine den Umständen geschuldete, nicht schonende Rettungstechnik (zum Beispiel Sofortrettung) verursachtes Gebrechen oder eine Notamputation.
Im umgangssprachlichen Gebrauch wird der Begriff Kollateralschaden auch oft in Situationen verwendet, die zwar keine Toten oder Verletzten fordern, bei welchen jedoch Unschuldige in irgendeiner Weise in Mitleidenschaft gezogen werden – insbesondere wenn „Kollektivmaßnahmen“ nötig werden, um mögliche Vergehen aufzudecken und/oder präventiv zu wirken, z. B. Alkoholkontrollen im Straßenverkehr, von denen auch nicht straffällige Personen betroffen sind.

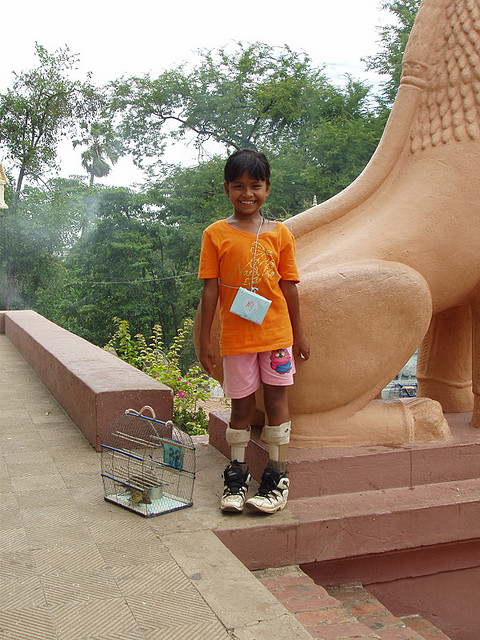
Landminenopfer der Zivilbevölkerung

Der militärische Fachbegriff Begleitschaden oder Kollateralschaden bezeichnet in der räumlichen Umgebung eines Ziels entstehende an sich unbeabsichtigte oder eventuell „in Kauf genommene“ Schäden aller Art. Meist wird der Begriff Kollateralschaden im militärischen Zusammenhang durch ungenauen oder überdimensionierten Waffeneinsatz bei nicht-zivilen Aktionen verwendet. Beabsichtigte Schädigungen werden im Gegensatz zu Begleitschäden der militärischen Zieldefinition zugeordnet.
Begleitschäden in mehr oder weniger kritischer Form gibt es in fast jeder kriegerischen Auseinandersetzung, so beispielsweise
- Beschädigungen an Bauobjekten bzw. Kulturgütern oder Zerstörung von Wohnhäusern oder ganzen Siedlungen bei Flächenbombardements, Raketenwaffenangriffen oder Folgebränden.
- Verstümmelungen oder Tötung von Zivilisten durch Landminen
- Tötungen von Zivilpersonen in Folge von Fehlinformationen wie bei der Bombardierung der Klinik von Ärzte ohne Grenzen in Kundus
- Tötungen von Wildtieren und Vieh.

## Verwendung als militärischer Fachbegriff

### Rechtliche Einordnung
Nach dem humanitären Völkerrecht ist stets darauf zu achten, dass die Zivilbevölkerung, Zivilpersonen und zivile Objekte vor Begleitschäden verschont bleiben. Ein Angriff, mit dem ein Begleitschaden einhergeht, ist völkerrechtswidrig, wenn der Begleitschaden vorhersehbar war und:
1. wenn er durch die Anwendung praktisch möglicher Vorsichtsmaßnahmen bei der Wahl der Angriffsmittel und -methoden vermeidbar gewesen wäre oder
2. wenn die mit ihm verbundenen Verluste unter der Zivilbevölkerung, die Verwundung von Zivilpersonen, die Beschädigung ziviler Objekte oder mehrere derartige Folgen zusammen in keinem Verhältnis zum erwarteten konkreten und unmittelbaren militärischen Vorteil stehen.

Demnach kann die bewusste Inkaufnahme eines Begleitschadens völkerrechtsgemäß sein, wenn er sich nur durch einen Verzicht auf den Angriff vermeiden ließe und wenn der Angriff einen entsprechend gewichtigen militärischen Vorteil erwarten lässt. Der Grundsatz der Verhältnismäßigkeit erfordert hier unter Umständen eine Abwägung von Menschenleben, gegebenenfalls in größerer Zahl, gegenüber dem prognostizierten militärischen Vorteil.
Auch bei nicht völkerrechtswidrigen Angriffen, durch welche die Zivilbevölkerung in Mitleidenschaft gezogen werden kann, muss eine wirksame Warnung vorausgehen, wenn die gegebenen Umstände dies erlauben.
Diese Grundsätze sind in Art. 51 und 57 des Zusatzprotokolls I zu den Genfer Abkommen niedergelegt.
Ein vorsätzlicher Angriff in Kenntnis eines damit einhergehenden Begleitschadens ist gemäß Art. 8 Abs. 2 Buchst. b Nr. iv des Rom-Statuts ein Kriegsverbrechen, wenn er nach den angeführten Kriterien völkerrechtswidrig ist und wenn außerdem „eindeutig“ ist, dass er in keinem Verhältnis zu dem militärischen Vorteil steht.

### Folgen von Begleitschäden
Es ist Ziel der meisten modernen Streitkräfte, Begleitschäden möglichst ganz auszuschließen, weil sie dem eigenen Ansehen schaden, den geplanten Fortgang der eigenen Militäraktion behindern oder einer ins Auge gefassten späteren Politik im Wege stehen könnten.
Begleitschäden werden häufig durch die eigene politische Propaganda vertuscht oder als gering und unvermeidbar dargestellt, während die gegnerische Propaganda solche übermäßig herausstellt, übertreibt oder gar erfindet.
Schwerwiegende Begleitschäden führen zur Bildung eines Feindbildes, das einen Konflikt verlängern kann, dienen der gegnerischen Propaganda, und bringen die Bevölkerung im Zielgebiet weiter gegen den Gegner auf.
Die häufige Aussage, Begleitschäden an zivilen Einrichtungen seien gewollt, ist deshalb meistens nicht haltbar. Im Gegenteil können sie sogar eine kriegerische Aktion endgültig zum Scheitern verurteilen, wie z. B. während der UN-Intervention in Somalia; nach einigen Begleitschäden wurden UN-Soldaten, vor allem die der USA, nicht mehr als neutral, sondern als Gegner wahrgenommen und angegriffen.
In Kriegen seit dem Zweiten Weltkrieg hat sich auch immer wieder bewiesen, dass eine Terrorstrategie nicht zur Einschüchterung und Aufgabe des Gegners führt, sondern im Gegenteil den Gegner nochmals zusammenschweißt und aufbringt.

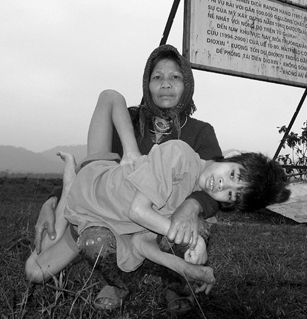
Eine Vietnamesin mit ihrem 14-jährigen, geistig und körperlich schwerbehinderten Sohn. Im Jahr 2002 lebten etwa 100.000 behinderte Kinder in Vietnam, deren angeborene Fehlbildungen auf die Belastung der Eltern mit Agent Orange zurückgeführt werden.

### Kritik
Die Anwendung des Begriffes kann als problematisch angesehen werden, wenn anstelle der konkreten Bezeichnung von schwerwiegenden Folgen (Tote und/oder Verletzte, gravierende Schäden an zivilem Eigentum) die Begriffe Kollateralschaden oder Begleitschaden als Abschwächung eingesetzt werden.
Diese aus militärischem Fachvokabular stammenden Begriffe werden von politischen Führungen gezielt eingesetzt, um in der Öffentlichkeit die Schäden (z. B. den Tod von Zivilisten, die Zerstörung deren Hab und Gutes) wie bei einer Zensur nicht beim Namen nennen zu müssen, in der Hoffnung, dass diese nicht als solche wahrgenommen werden. Durch gezielte Wortwahl entsteht dadurch ein Euphemismus, bei dem man niemandem vorwerfen kann, Fehlinformationen verbreitet zu haben. Der Euphemismus dient dazu, die Verantwortung und damit die Schuld der für den Militäreinsatz Verantwortlichen zu verringern. Während des Kosovokriegs wurde der Begriff vor allem durch den NATO-Pressesprecher Jamie Shea – zu seinem späteren Bedauern – in Umlauf gebracht.

### Unwort des Jahres
„Kollateralschaden“ wurde in Deutschland zum Unwort des Jahres 1999 gewählt. Zur Begründung nannte die Jury zwei Faktoren: Zum einen habe die Übernahme der Medien dieses „nur halb übersetzte[n]“ Wortes (→ Anglizismus) aus der NATO-Berichterstattung über Interventionen der NATO in Ex-Jugoslawien durch die schwere Verständlichkeit eine imponierende Wirkung, die vom wahren Inhalt des Begriffes ablenke; zum zweiten verharmlose die Verwendung dieses Wortes – gerade wenn man es wörtlich übersetze – „militärisch[e] Verbrechen“ als unwichtige Nebensache.

### Gegensätzliche Bedeutung
Die gegensätzliche Bedeutung (Antonym) ist Begleitnutzen oder Kollateralnutzen, eine verhüllende Umschreibung für eine militärische Aktion, zu der vordergründig humanistische Argumente angegeben werden, die aber indirekt eigene Interessen der das Militär einsetzenden Macht schützen soll – so zum Beispiel die militärische Intervention der französischen Streitkräfte am 11. Januar 2013 in Mali, die offiziell dem Schutz der malinesischen Bevölkerung vor einer islamistischen Führerschaft im Lande dienen sollte. Indirekt wurden aber auch konkret französische Interessen damit gewahrt: der Schutz des französischen Uranabbaus im Nachbarland Niger und das noch vor der Ausbeutung stehende Uranvorkommen in Mali selbst.